# Ічію-Мару
Ічію-Мару (Ichiyu Maru) — транспортне судно, яке під час Другої світової війни брало участь у операціях японських збройних сил на Тихому океані.
Судно спорудили в 1943 році як танкер типу 1TM (стандартний проект, розроблений в межах програми компенсації втрат унаслідок бойових дій Другої світової війни).
Є відомості, що 9 квітня 1943-го «Ічію-Мару» був невдало атакований американським підводним човном USS Blackmore, що здійснював похід в район Маріанських островів та випустив 4 торпеди.
30 грудня 1943-го «Ічію-Мару» перебував в протоці, що сполучає Яванське та Південнокитайське моря. Тут його виявив та потопив американський підводний човном USS Bluefish.